# Jože Pogačnik
Jože Pogačnik (Maribor, 22. travnja 1932. – Ljubljana, 16. veljače 2016.) bio je slovenski filmski redatelj i scenarist.
Nakon studija filmske režije, najprije je radio kao filmski kritičar, da bi 1960-ih postao istaknuti autor dokumentarnih filmova, uglavnom se baveći društvenim temama. Snimio je i nekoliko kratkih filmova, uključujući Tri etide za Cathy i Miloša koji je osvojio Srebrnog medvjeda na Međunarodnom filmskom festivalu u Berlinu 1972. godine..
Godine 1967. snimio je svoj prvi dugometražni igrani film Tvrđava nasilnika (slovenski: Grajski biki), a za posljednji igrani film Kavana Astoria (Kavarna Astoria, 1989.) osvojio je Zlatnu arenu za najbolju režiju na Pulskom filmskom festivalu 1989. godine.

## Odabrana filmografija
- Arbissima (1959.)[4]
- Tvrđava nasilnika (Grajski biki, 1967.)
- Šećerana (1972.)
- Kavana Astoria (Kavarna Astoria, 1989.)

## Vanjske poveznice
- Jože Pogačnik u internetskoj bazi filmova IMDb-u (engl.)
- Jože Pogačnik na slovenskom Filmskom skladu